# Aritao
Aritao (Bayan ng Aritao) är en kommun i Filippinerna. Kommunen ligger på ön Luzon, och tillhör provinsen Nueva Vizcaya. Folkmängden uppgår till 31 705 invånare.

## Barangayer
Aritao är indelat i 22 barangayer.
| - Banganan - Beti - Bone North - Bone South - Calitlitan - Comon - Cutar - Darapidap - Kirang - Nagcuartelan - Poblacion | - Santa Clara - Tabueng - Tucanon - Anayo - Baan - Balite - Canabuan - Canarem - Latar-Nocnoc-San Francisco - Ocao-Capiniaan - Yaway |